# Adições em Daniel

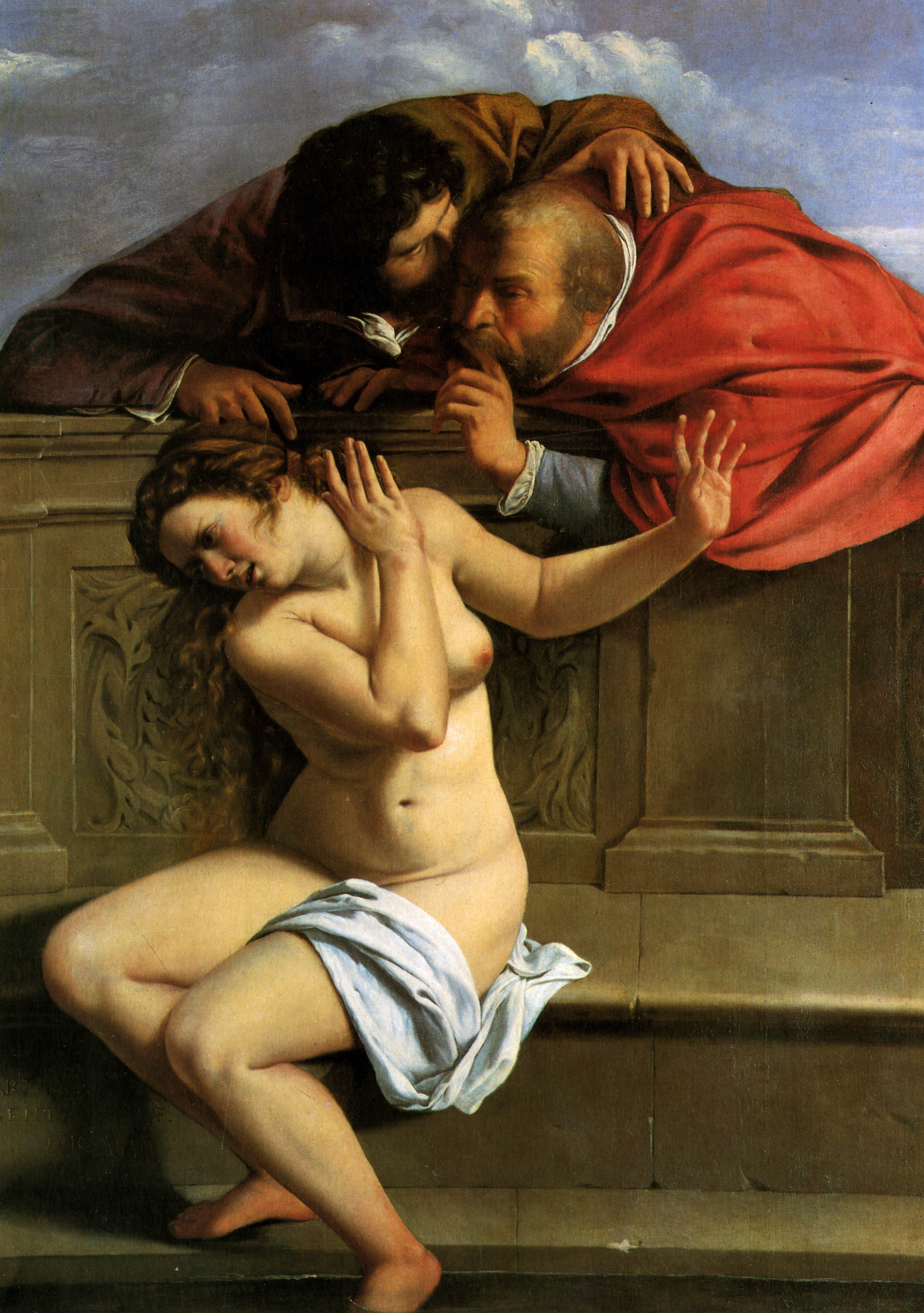
Susanna e os Anciãos, de Artemisia Gentileschi

Adições em Daniel é a parte considerada deuterocanônica do Livro de Daniel. Além da parte escrita originalmente em hebraico, temos em Daniel as adições de origem grega: os capítulos 3,24-90; 13 e 14 não constam na Bíblia hebraica e nem nas versões da Bíblia comumente usadas pelos protestantes.

## As adições

### Salmo de Azarias e o Cântico dos Três Jovens
No capítulo terceiro, temos a oração de Azarias e a canção dos três jovens que foram inseridas entre Daniel 3:23 e 3:24. Azarias, que significa "o Senhor ajuda", era o nome original de Abedenego, que, com Sadraque e Mesaque, foi lançado na fornalha de fogo ardente (Daniel 1:7; 3:23).
A oração de Azarias reconhece os pecados dos judeus que foram levados ao exílio e pede a misericórdia e intervenção de Deus (Daniel 3:22). A breve seção central descreve como Deus protegeu seus servos da força do fogo (Daniel 3:28). A canção dos três moços celebra a grandeza de Deus e a sua provisão em tempos de angústia e perigo (Daniel 29-68).

### História de Susana
No capítulo 13 temos a História de Susana. É a história de uma bela jovem que, tendo resistido às investidas de dois líderes judeus, foi falsamente acusada por eles de cometer adultério com um jovem no jardim da casa dela. Daniel interrogou os dois líderes e expôs a inconsistência nos seus testemunhos, salvando Susana da morte. Na Septuaginta, a história aparece no início do livro de Daniel para mostrar como a sabedoria dele contribuiu para sua alta reputação na Babilônia (Daniel 13:64).

### Bel e o Dragão
No capítulo 14, Bel e o Dragão contém três histórias. A primeira relata como Daniel ridicularizou o ídolo babilônico chamado Bel, provando que a comida deixada diante da imagem era, na verdade, consumida pelos sacerdotes em seus banquetes secretos noturnos.
A segunda, conta como Daniel destruiu um dragão que os babilônicos adoravam como um deus, quando Daniel alimentou o dragão com bolos feitos de piche, gordura e pelos de animais, ele estourou. Por isso Daniel foi lançado na cova dos leões, a fim de que servisse de refeição. Porém, os leões foram alimentados de forma milagrosa pelo profeta Habacuque, que fora transportado da Judeia à Babilônia por um anjo. Assim Daniel foi libertado, e aqueles que tentaram acabar com ele foram jogados na cova dos leões.